# Tritonfontänen
Tritonfontänen, italienska: Fontana del Tritone, är en fontän på Piazza Barberini i Rom. Fontänen utfördes 1642–1643 av Giovanni Lorenzo Bernini på uppdrag av påven Urban VIII Barberini.
Fyra akrobatiska delfiner bär upp en stor mussla, på vilken en triton (ett havsväsen med fiskstjärt), sitter och sprutar vatten ur en trumpetsnäcka. Inflätade i delfinernas stjärtar finns påvens tiara, Petri nycklar och släkten Barberinis heraldiska vapen. Fontänen hugfäster minnet av att Urban VIII lät reparera Acqua Felice, akvedukten som leder vattnet till Quirinalen.
Carl Milles fontän Lilla tritonen är inspirerad av Berninis fontän.